# 中西大介
中西 大介（なかにし だいすけ、1965年8月14日 - ）は、公益社団法人日本プロサッカーリーグ（Jリーグ）の元常務理事、公益社団法人ジャパン・プロフェッショナル・バスケットボールリーグ（Bリーグ）の元理事。

## 経歴
東京都立駒場高等学校、神戸商船大学（現神戸大学海事科学部）卒業。株式会社ナガセの運営する東進ハイスクールの映像配信、衛星事業を経て、1997年にJリーグに入局した。主にJリーグ中継の権利販売を担当。2002年FIFAワールドカップでは札幌ベニューのマネージャーを務めた。
2005年、ヒューマンリソースディベロップメントグループに異動。復帰後は企画部や事業部でアシスタントマネージャー、マネージャーなどを務め、2010年に事業戦略室室長、2011年に競技・事業統括本部長に就任。
2012年5月からJリーグ理事、2014年1月からJリーグ常務理事を務め、Jリーグの2シーズン化やJリーグのアジア戦略などを推進した。その一方で、中西らが推進した2ステージ制に関しては、Jリーグの各クラブのサポーターから移行に至る経緯が説明不十分であるとして、反発を招いた。また、2016年にはパフォーム・グループが運営するDAZNとの放映権交渉で中心的役割を担ったが、最終段階で仲介役の広告代理店を交渉の場から外し、手数料の支払いを拒否するなどのビジネス姿勢が問題となった。
2015年9月から2017年には公益社団法人ジャパン・プロフェッショナル・バスケットボールリーグ (JPBL / B.LEAGUE) 理事を務めた。

## 不祥事
2017年6月27日、部下の女性に対する長期にわたるセクシャルハラスメント行為や、職員に対するパワーハラスメント行為が明らかとなり、本人からの申し出によりJリーグ常務理事を辞任した。またBリーグ理事、Jリーグ関連会社役員など全ての役職も退任した。
Jリーグの調査によれば中西は、2015年から2016年にかけて職務中・職務外に関わらず、複数の女性職員に対して食事や映画に誘い出す行為、メールを送り付ける行為、一般的女性の感覚において不快感を持たれるような行為を繰り返していたといい、コンプライアンス部門への通報により2017年6月に事態が発覚。弁護士が通報者の女性を含む複数の職員、中西に聞き取り調査を行い、事実が確認された。